# Мій старший брат
«Мій старший брат» — радянський художній фільм 1976 року, знятий режисером Альбертом Хачатуровим на кіностудії «Узбекфільм».

## Сюжет
Після автомобільної катастрофи Бахтіяр взяв на себе провину дружини, яка керувала машиною. Але це не змінило поганих стосунків між ними, дружина пішла до іншого, поки Бахтіяр одужував у лікарні. Після того, що сталося, важко було Бахтіяру вірити людям. Тільки Вірі, шкільній подрузі його молодшого брата, вдалося вселити в нього надію на кохання.

## У ролях
- Мурад Раджабов — Бахтіяр
- Наталія Попова — Віра
- Назім Туляходжаєв — Равшан
- Хабіб Наріманов — дід Анвар
- Світлана Норбаєва — Разіка
- Туган Режаметов — Вахоб
- Валерій Кольцов — Володя
- Віктор Павленко — Васильїч
- Набі Рахімов — Батир Ісхакович Самандаров
- Раззак Хамраєв — Вахідов
- Айбарчин Бакірова — епізод
- Євген Коваленко — Степанич
- Федір Котельников — шкільний сторож
- Н. Тимофєєва — епізод
- Т. Махрамов — епізод
- Г. Прокоф'єва — епізод
- Людмила Грязнова — епізод
- Іногам Адилов — епізод
- Світлана Муратходжаєва — епізод
- Рустам Сагдуллаєв — Шура
- Ровшан Агзамов — приятель Шури
- Фархад Амінов — епізод
- Джавлон Хамраєв — офіціант в кафе
- Тамара Шакірова — епізод

## Знімальна група
- Режисер — Альберт Хачатуров
- Сценарист — Олександр Файнберг
- Оператори — Микола Хмара, Трайко Ефтимовський